# The Endless River (película)
The Endless River es una película sudraficana de 2015 dirigida por Oliver Hermanus. Fue exhibida en competencia en la edición número 72 del Festival Internacional de Cine de Venecia y se convirtió en la primera producción cinematográfica de Sudáfrica en ser nominada al León de Oro. Fue proyectada además en la sección Cine Mundial Contemporáneo del Festival Internacional de Cine de Toronto en el 2015.

## Sinopsis
Tiny y Gilles se encuentran de luto por haber perdido recientemente seres queridos. Aunque su sufrimiento y dolor los une, debajo de estos nobles sentimientos se esconden sombras más oscuras que conectan sus pérdidas.

## Reparto
- Nicolas Duvauchelle es Gilles Esteve
- Crystal-Donna Roberts es Tiny Solomons
- Clayton Evertson es Percy Solomons
- Darren Kelfkens es el capitán Groenewald
- Denise Newman es Mona
- Katia Lekarski es Anne Esteve
- Shelton Salie es Tertian
- Trudy van Rooy es Lawna
- Charlton George es Jimmy
- Nomasanto Tshabalala es Primrose
- Octavia Meissenheimer es Lesahe
- Carel Nel es Dannie Greyston